# Challenger de Guangzhou 2024
El torneo Guangzhou International Challenger 2024 fue un torneo de tenis perteneció al ATP Challenger Tour 2024 en la categoría Challenger 75. Se trató de la 7ª edición; el torneo tuvo lugar en la ciudad de Guangzhou (China), desde el 30 de abril hasta el 5 de mayo de 2024 sobre pista dura al aire libre.

## Jugadores participantes del cuadro de individuales
| Preclasificado | País                                  | Jugador           | Rank1 | Posición en el torneo |
| 1              | Bandera de Australia                  | Max Purcell       | 80    | Primera ronda         |
| 2              | Bandera de Australia                  | James Duckworth   | 113   | Cuartos de final      |
| 3              | Bandera de Australia                  | Adam Walton       | 119   | FINAL                 |
| 4              | Bandera de Sudáfrica                  | Lloyd Harris      | 139   | Baja                  |
| 5              | Bandera de la República Popular China | Bu Yunchaokete    | 167   | Semifinales           |
| 6              | Bandera de Japón                      | Yasutaka Uchiyama | 168   | Primera ronda         |
| 7              | Bandera de Estados Unidos             | Maxime Cressy     | 178   | Semifinales           |
| 8              | Bandera de Italia                     | Mattia Bellucci   | 181   | Segunda ronda         |

- 1 Se ha tomado en cuenta el ranking del 22 de abril de 2024.

### Otros participantes
Los siguientes jugadores recibieron una invitación (wild card), por lo tanto ingresan directamente al cuadro principal (WC):
- Te Rigele
- Wang Jiaji
- Zhou Yi

Los siguientes jugadores ingresan al cuadro principal tras disputar el cuadro clasificatorio (Q):
- Bai Yan
- Ričardas Berankis
- Cui Jie
- Egor Gerasimov
- Hiroki Moriya
- Rio Noguchi

## Campeones

### Individual Masculino
- Tristan Schoolkate derrotó en la final a  Adam Walton por 6–3, 3–6, 6–3

### Dobles Masculino
- Blake Ellis /  Tristan Schoolkate derrotaron en la final a  Nam Ji-sung /  Patrik Niklas-Salminen por 6–2, 7–6(4), [10–4]